# Sion James
Sion James, né le 4 décembre 2002 à Sugar Hill en Géorgie, est un joueur américain de basket-ball évoluant au poste d'arrière et mesurant 1,95 m.

## Biographie

### NBA
Sion James est sélectionné en trente-troisième position par les Hornets de Charlotte lors de la draft 2025 de la NBA.

## Palmarès et distinctions individuelles

### Universitaire
- ACC All-Defensive team (2025)